# Pakistan ai Giochi della XXXI Olimpiade
Il Pakistan ha partecipato ai Giochi della XXXI Olimpiade, che si sono svolti a Rio de Janeiro, Brasile, dal 5 al 21 agosto 2016, con una delegazione di sette atleti impegnati in quattro discipline. Portabandiera alla cerimonia di apertura è stato il tiratore Ghulam Mustafa Bashir, alla sua prima Olimpiade.
Si è trattato della diciassettesima partecipazione di questo paese ai Giochi estivi. Non sono state conquistate medaglie.

## Partecipanti

### Atletica leggera
- 400 m maschili - 1 atleta (Mehboob Ali)
- 200 m femminili - 1 atleta (Najma Parveen)

### Judo
- 100 kg maschile - 1 atleta (Shah Hussain Shah)

### Nuoto
- 400 m stile libero maschile - 1 atleta (Haris Bandey)
- 50 m stile libero femminile - 1 atleta (Lianna Swan)

| Atleta      | Evento       | Batterie | Batterie   | Semifinali | Semifinali | Finale          | Finale          |
| Atleta      | Evento       | Tempo    | Classifica | Tempo      | Classifica | Tempo           | Classifica      |
| ----------- | ------------ | -------- | ---------- | ---------- | ---------- | --------------- | --------------- |
| Haris Bandy | 400 m libero | 4:33,13  | 50ª        | N.D.       | N.D.       | non qualificato | non qualificato |
| Lianna Swan | 50 m libero  |          |            |            |            |                 |                 |

### Tiro
- Pistola 25 metri automatica maschile - 1 atleta (Ghulam Mustafa Bashir)
- Carabina 10 metri aria compressa femminile - 1 atleta (Minhal Sohail)